# فرانكو كولابينتو
فرانكو أليخاندرو كولابينتو (بالإسبانية: Franco Alejandro Colapinto) هو سائق فورملا 1 أرجنتيني من مواليد 27 مايو 2003، يتنافس حاليًا في بطولة فورمولا واحد مع فريق ألباين.
بدأ كولابينتو مسيرته المهنية في رياضة الكارتينغ، ثم انتقل إلى الفئات الأدنى من رياضة السيارات في عام 2018. حقق أول فوز له في بطولة فورمولا 4 الإسبانية عام 2019 مع فريق درايكس. بعد ذلك، حل ثالثًا في بطولتي يوروكب فورمولا رينو وسلسلة تويوتا ريسينج عام 2020. اتجه كولابينتو إلى بطولات فئة التحمل في عام 2021، حيث شارك مع فريق جي-درايف راسينج في بطولات مختلفة مثل بطولة العالم لسباقات التحمل، والسلسلة الأوروبية لسباقات لومان، والسلسلة الآسيوية لسباقات لومان. انتقل بعدها إلى بطولة فورمولا 3 في عام 2022، وحقق المركز الرابع في الموسم التالي مع فريق إم بي موتور سبورت، ليتخرج بعدها إلى بطولة فورمولا 2.
انضم كولابينتو إلى أكاديمية سائقي ويليامز في عام 2023، وخاض أول سباق له في فورمولا واحد في جائزة إيطاليا الكبرى 2024، حيث حل محل لوجان سارجنت لبقية موسم 2024. أصبح كولابينتو مع خوضه أول سباق له، أول سائق أرجنتيني يشارك في بطولة فورمولا واحد منذ مشاركة جاستون مازاكين عام 2001. وحقق كولابينتو أول نقاط له في بطولة فورمولا خلال جائزة أذربيجان الكبرى 2024.

## روابط خارجية
- فرانكو كولابينتو على موقع DriverDB.com (الإنجليزية)
- فرانكو كولابينتو على موقع أوليمبيديا (الإنجليزية)